# Полещук, Александр Артемьевич
Алекса́ндр Арте́мьевич Полещу́к (1868—1944) — архитектор, академик архитектуры Императорской Академии художеств.

## Биография

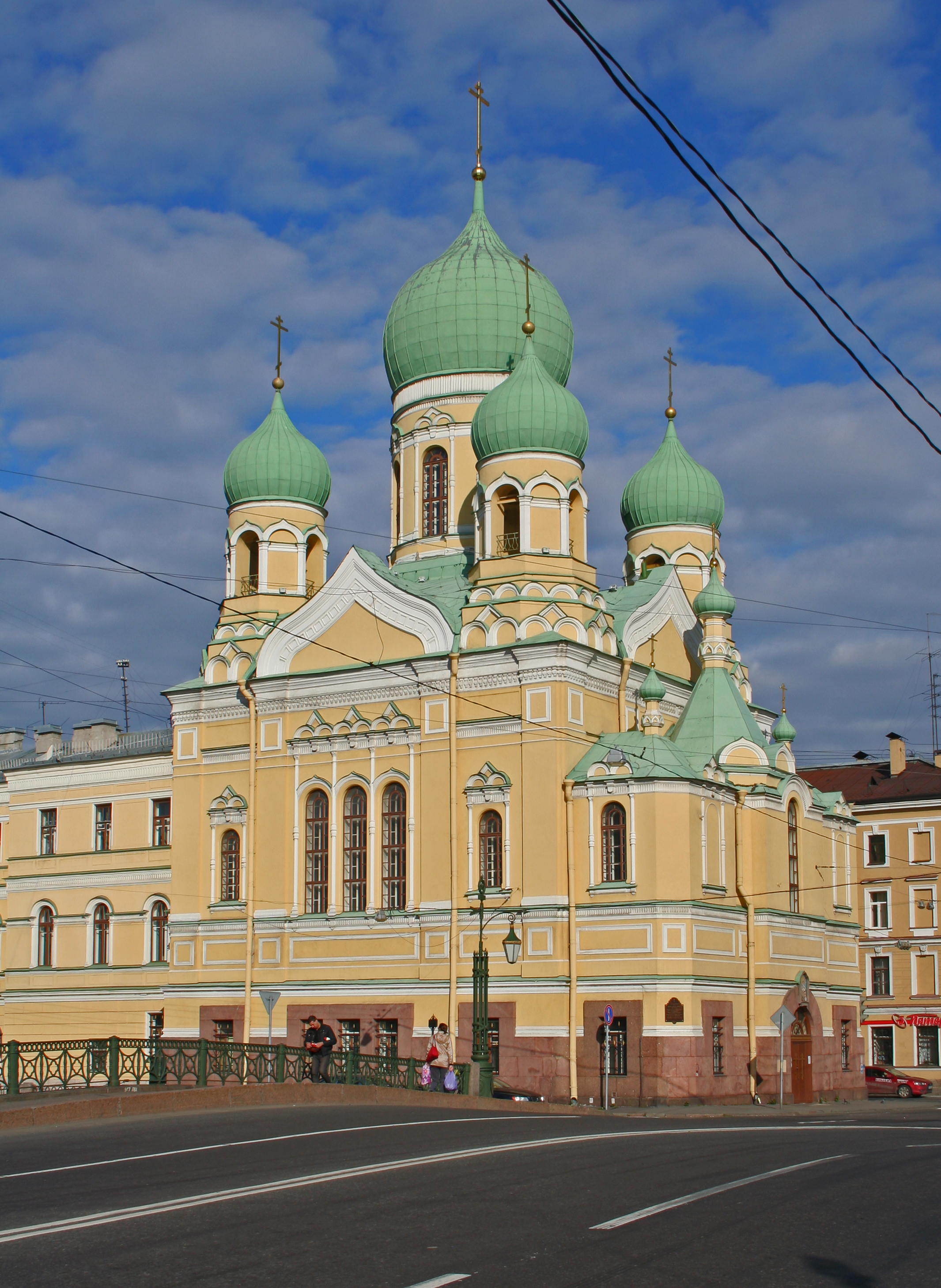
Свято-Исидоровская церковь

В 1896 году окончил Высшее художественное училище при Императорской Академии художеств, (с 1898 года преподавал в академии и с 1918 года являлся её профессором. В 1911 году получил звание академика архитектуры. Работал в Синоде.
После революции (с 1919 года) жил в Эстонии, до 1932 года был профессором техникума в Таллине.

## Проекты в Санкт-Петербурге
- 6-я Советская улица, д. 11 — доходный дом. 1902—1903.
- Проспект Римского-Корсакова, д. 24/Лермонтовский проспект, д. 11 — дом и церковь Исидора Юрьевского эстонского православного братства. 1903—1908.
- Моховая улица, д. 5 — особняк А. Г. Толстой. Надстройка. 1906.
- Пулковское шоссе, д. 65 — здание сейсмической станции Пулковской обсерватории. 1908—1910.
- Средний проспект, д. № 74/19-я линия, д. 20 — 20-я линия, д. № 21 — здание Геологического комитета. Строительство 1912—1914, отделка до 1916 года.
- Улица Академика Павлова, д. 12 — здание лаборатории Института экспериментальной медицины («Башня молчания»). 1912—1914.

## Другие проекты
- Успенский собор Пюхтицкого монастыря (Эстония)
- Собор Воскресения Христова на Крови участие в проектировании.
- Автор домов в Гаграх
- Особняк Богданова в Шувалове
- Церковь на станции Усикирка
- Эстонская церковно-приходская школа в Луге
- Собор Ал. Невского, Таллине, Эстония
- Мемориальная церковь Александра II 1883-1907
- Фёдоровская церковь, Царское село, совместный проект с В. Покровским 1910-1915
- Доходный дом в Таллине ул Тийна 23/Крейцвальда 11 1923-1924